# Hauterive (Orne)
Hauterive és un municipi francès situat al departament de l'Orne i a la regió de Normandia. L'any 2007 tenia 469 habitants.

## Demografia

### Població
El 2007 la població de fet de Hauterive era de 469 persones. Hi havia 164 famílies de les quals 31 eren unipersonals (8 homes vivint sols i 23 dones vivint soles), 39 parelles sense fills, 90 parelles amb fills i 4 famílies monoparentals amb fills.
La població ha evolucionat segons el següent gràfic:
Habitants censats

### Habitatges
El 2007 hi havia 199 habitatges, 170 eren l'habitatge principal de la família, 18 eren segones residències i 11 estaven desocupats. 197 eren cases i 2 eren apartaments. Dels 170 habitatges principals, 149 estaven ocupats pels seus propietaris, 18 estaven llogats i ocupats pels llogaters i 3 estaven cedits a títol gratuït; 1 tenia una cambra, 7 en tenien dues, 11 en tenien tres, 44 en tenien quatre i 107 en tenien cinc o més. 141 habitatges disposaven pel capbaix d'una plaça de pàrquing. A 59 habitatges hi havia un automòbil i a 107 n'hi havia dos o més.

### Piràmide de població
La piràmide de població per edats i sexe el 2009 era:
| Homes | Edats   | Dones |
| ----- | ------- | ----- |
| 0     | 95 o +  | 4     |
| 0     | 90 a 94 | 0     |
| 4     | 85 a 89 | 4     |
| 0     | 80 a 84 | 0     |
| 0     | 75 a 79 | 4     |
| 12    | 70 a 74 | 8     |
| 16    | 65 a 69 | 16    |
| 4     | 60 a 64 | 0     |
| 12    | 55 a 59 | 20    |
| 12    | 50 a 54 | 16    |
| 12    | 45 a 49 | 0     |
| 12    | 40 a 44 | 32    |
| 32    | 35 a 39 | 28    |
| 8     | 30 a 34 | 12    |
| 0     | 25 a 29 | 4     |
| 0     | 20 a 24 | 4     |
| 32    | 15 a 19 | 12    |
| 12    | 10 a 14 | 20    |
| 8     | 5 a 9   | 4     |
| 8     | 0 a 4   | 8     |

## Economia
El 2007 la població en edat de treballar era de 302 persones, 235 eren actives i 67 eren inactives. De les 235 persones actives 222 estaven ocupades (116 homes i 106 dones) i 13 estaven aturades (6 homes i 7 dones). De les 67 persones inactives 21 estaven jubilades, 28 estaven estudiant i 18 estaven classificades com a «altres inactius».

### Ingressos
El 2009 a Hauterive hi havia 175 unitats fiscals que integraven 482 persones, la mediana anual d'ingressos fiscals per persona era de 18.531 €.

### Activitats econòmiques
Dels 16 establiments que hi havia el 2007, 1 era d'una empresa alimentària, 1 d'una empresa de fabricació d'altres productes industrials, 6 d'empreses de construcció, 3 d'empreses de comerç i reparació d'automòbils, 1 d'una empresa de transport, 1 d'una empresa d'hostatgeria i restauració, 2 d'empreses de serveis i 1 d'una entitat de l'administració pública.
Dels 5 establiments de servei als particulars que hi havia el 2009, 1 era un taller de reparació d'automòbils i de material agrícola, 2 paletes, 1 guixaire pintor i 1 lampisteria.
L'únic establiment comercial que hi havia el 2009 era una fleca.
L'any 2000 a Hauterive hi havia 11 explotacions agrícoles que ocupaven un total de 360 hectàrees.

## Equipaments sanitaris i escolars
El 2009 hi havia una escola elemental integrada dins d'un grup escolar amb les comunes properes formant una escola dispersa.

## Poblacions més properes
El següent diagrama mostra les poblacions més properes.